# 希爾伯特第十三問題
希爾伯特第十三問題，是希尔伯特的23个问题之一。德國數學家希爾伯特希望數學界能夠證明：{\displaystyle f^{7}+xf^{3}+yf^{2}+zf+1=0\,}這個方程式的七個解，若表成係數為{\displaystyle x,y,z\,}的函數，則此函數無法簡化成兩個變數的函數。
1957年，蘇聯數學家安德雷·柯爾莫哥洛夫（Андре́й Никола́евич Колмого́ров）的學生、當時19歲的弗拉基米爾·阿諾爾德（Влади́мир И́горевич Арно́льд）解決了這個問題。柯爾莫哥洛夫證明每個有多個變元的函數可用有限個三變元函數構作。阿諾爾德按這個結果研究，證明兩個變元已足夠。之後阿諾爾德和日本數學家志村五郎發表了一篇論文（Superposition of algebraic functions (1976), in Mathematical Developments Arising From Hilbert's Problems）。這些結果後來被進一步發展，推導出人工神經網絡中的通用近似定理，指人工神經網絡能近似任意連續函數。